# Saint-Blaise-du-Buis
Saint-Blaise-du-Buis is een gemeente in het Franse departement Isère (regio Auvergne-Rhône-Alpes). De plaats maakt deel uit van het arrondissement Grenoble. Saint-Blaise-du-Buis telde op 1 januari 2022 1.064 inwoners. 

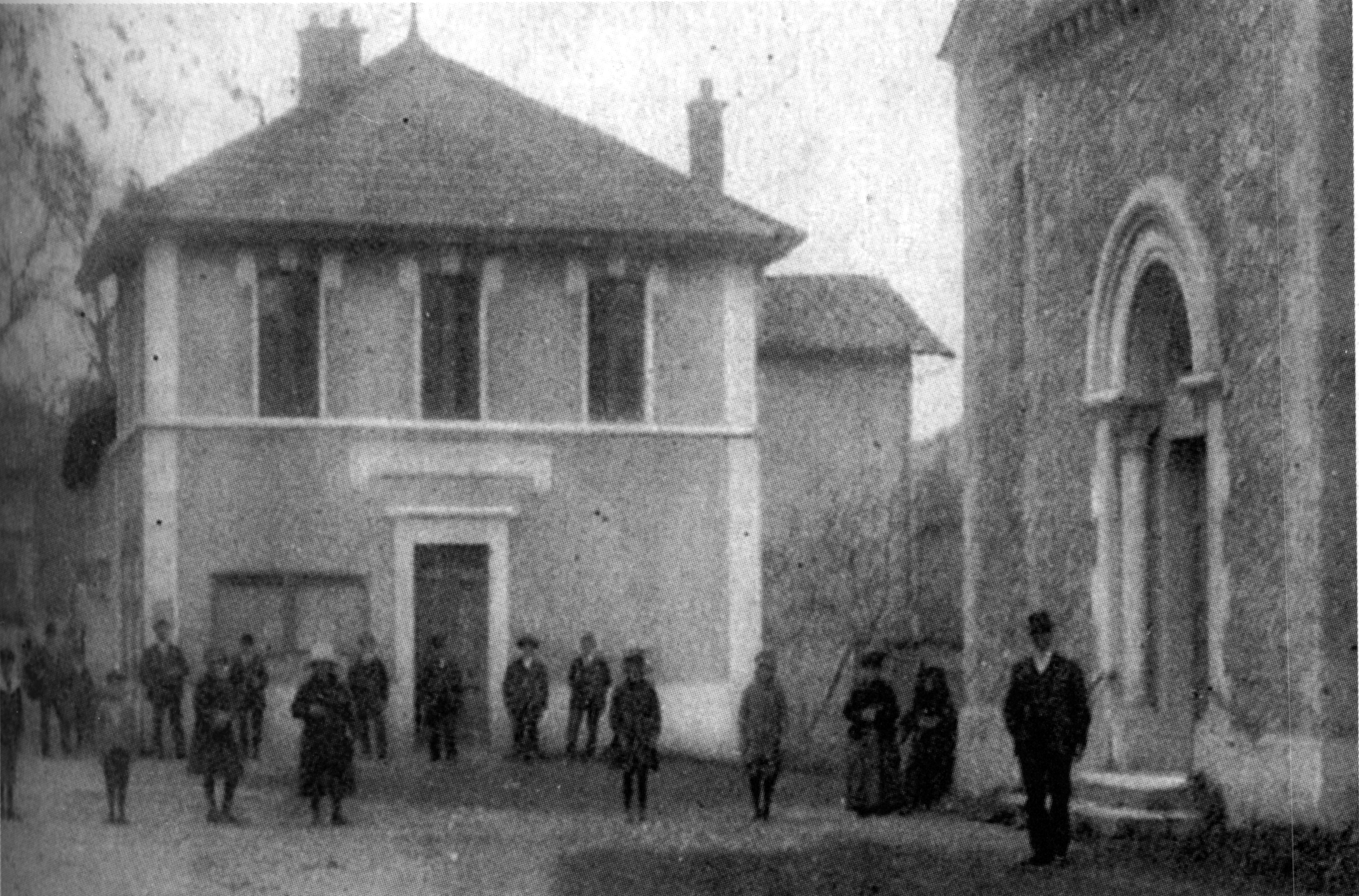
Historische afbeelding van Saint-Blaise-du-Buis (1910)
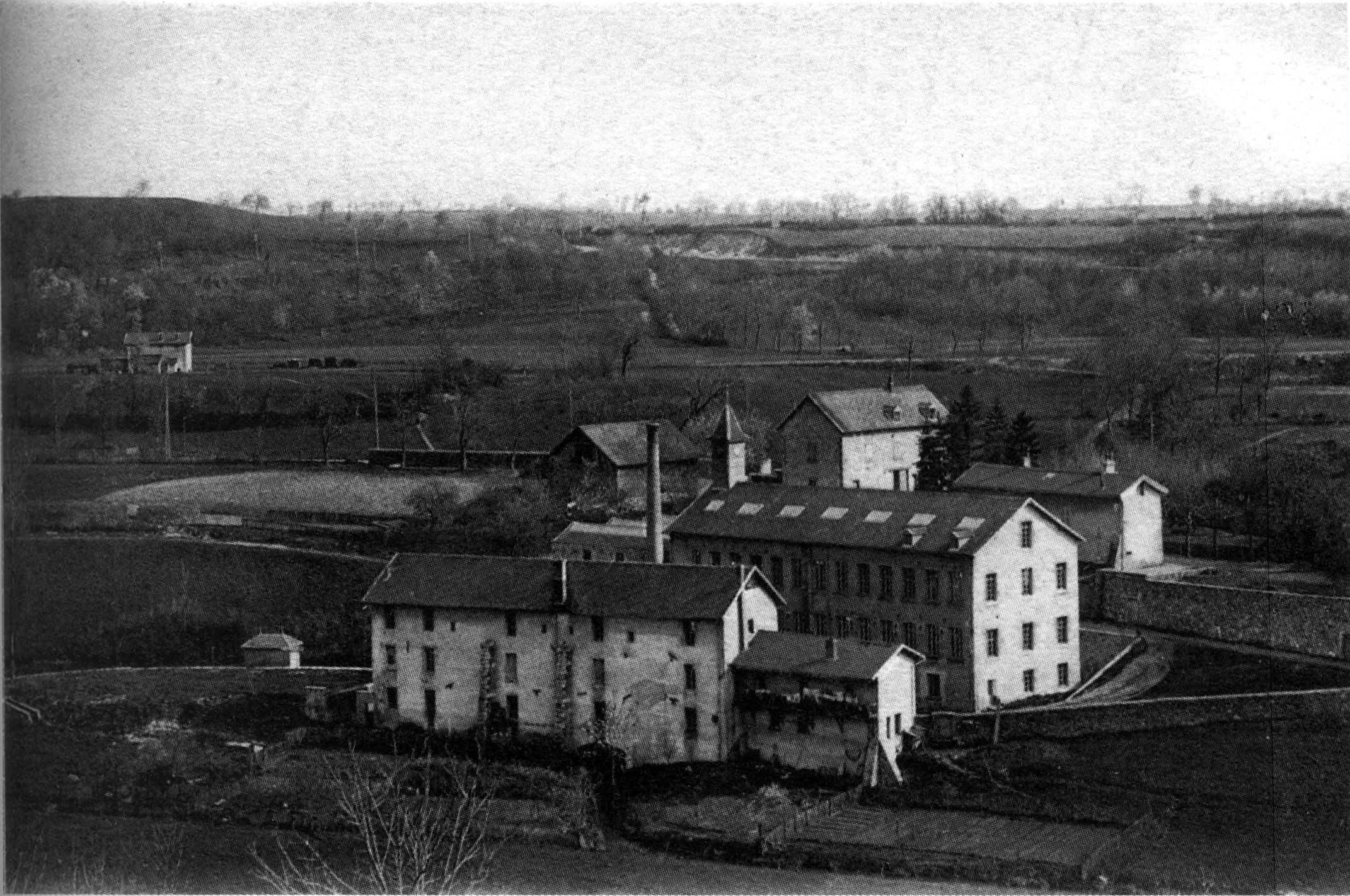
Historische afbeelding van Saint-Blaise-du-Buis (1908)

## Geografie
De oppervlakte van Saint-Blaise-du-Buis bedroeg op 1 januari 2022 5,44 vierkante kilometer; de bevolkingsdichtheid was toen 195,6 inwoners per km².

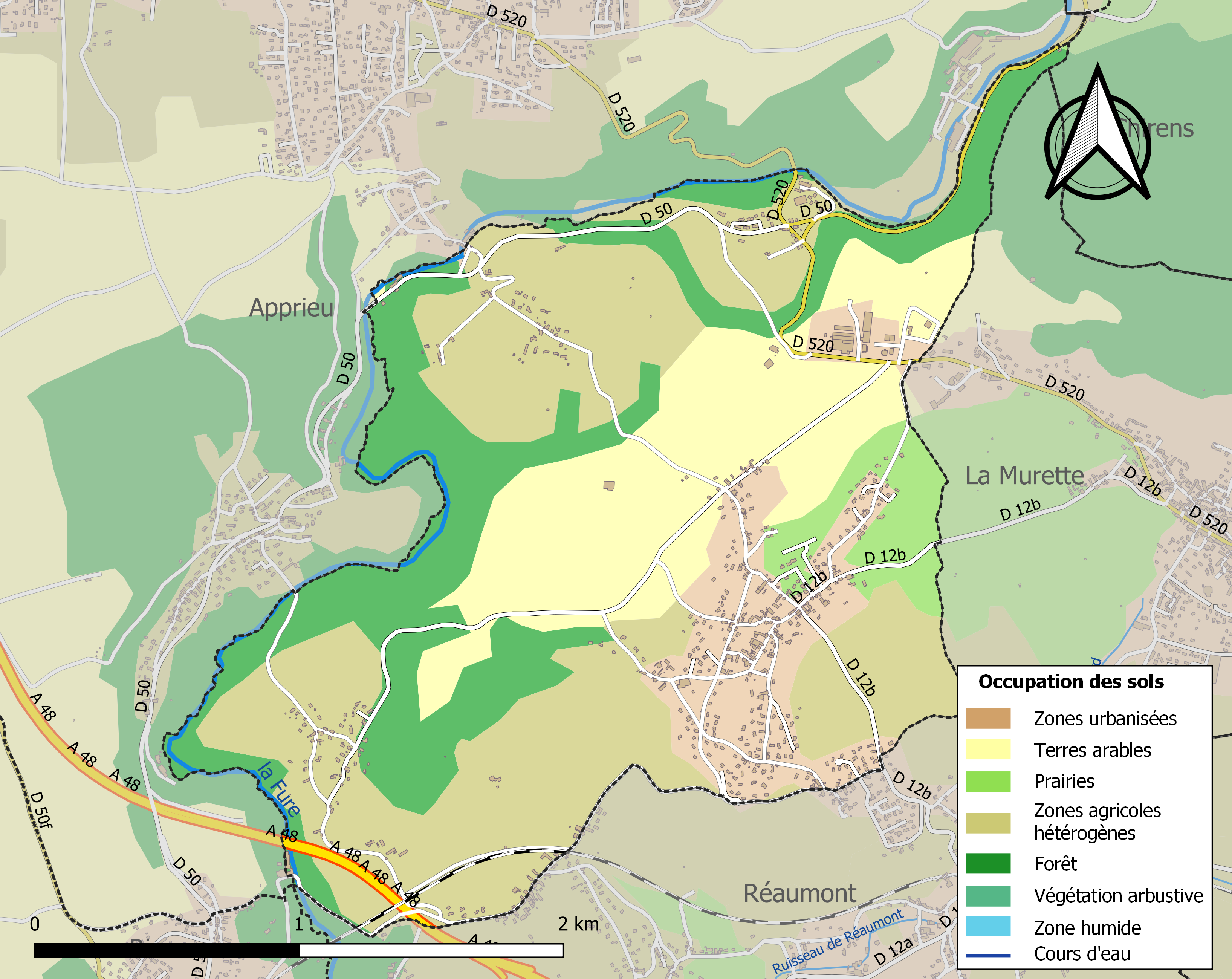
Kaart van de gemeente met de belangrijkste infrastructuur, bodemgebruik en omliggende gemeenten

## Demografie
Onderstaande figuur toont het verloop van het inwonertal (bron: INSEE-tellingen).